# Aeródromo General Bernardo O'Higgins
El Aeródromo General Bernardo O´Higgins (OACI: SCCH) es un terminal aéreo de carácter público ubicado a seis kilómetros al noreste de la ciudad de Chillán, Chile.

## Historia
El aeródromo fue trazado en el año 1930 en el predio San Ramón, motivo por el cual su primer nombre fue "Aeropuerto de San Ramón", y su pista de tierra tenía un total de 600 metros de largo con 20 metros de ancho.
Durante la Años 80, el aeródromo otorga el servicio de viajes al público a través de la aerolínea Ladeco, sin embargo, tras la quiebra de la empresa, la cantidad de vuelos se ve reducida en el lugar de manera significativa.
En 2009, la pista fue dotada de un sistema de iluminación por un costo de 156 millones de pesos, lo que permitió el funcionamiento del lugar las 24 horas. En 2012 se desarrollaron obras de remodelación que incluyó la demarcación de la pista, construcción de un cerco perimetral, entre otras obras menores.
Entre diciembre de 2013 y octubre de 2015, el recinto es remodelado, otorgando al aeródromo una torre de control, una sala multiuso para el embarque y desembarque de pasajeros, estacionamientos, y la habilitación para recibir la llegada de aviones Boeing 737 y Airbus A318. Esta obra tuvo un valor aproximado de 2271 millones de pesos y fue inaugurada en 2015.
Entre agosto y septiembre de 2017 se espera que estén finalizadas las obras de drenaje, a ello se le sumó el anuncio de mejoramiento de la iluminación en la pista de aterrizaje en junio del mismo año.